# Villa di Serio
Villa di Serio es una localidad y comune italiana de la provincia de Bérgamo, región de Lombardía, con 6.427 habitantes.

## Evolución demográfica
| Gráfica de evolución demográfica de Villa di Serio entre 1861 y 2001 |
|                                                                      |
| Fuente ISTAT - elaboración gráfica de Wikipedia                      |